# Édouard Belin

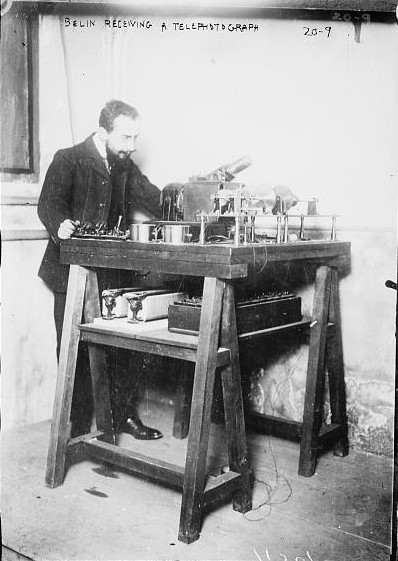
Édouard Belin in zijn werkplaats (1920)

Édouard Belin (Vesoul, 5 maart 1876 – Territet (Zwitserland, bij Montreux), 4 maart 1963) was een Franse uitvinder.

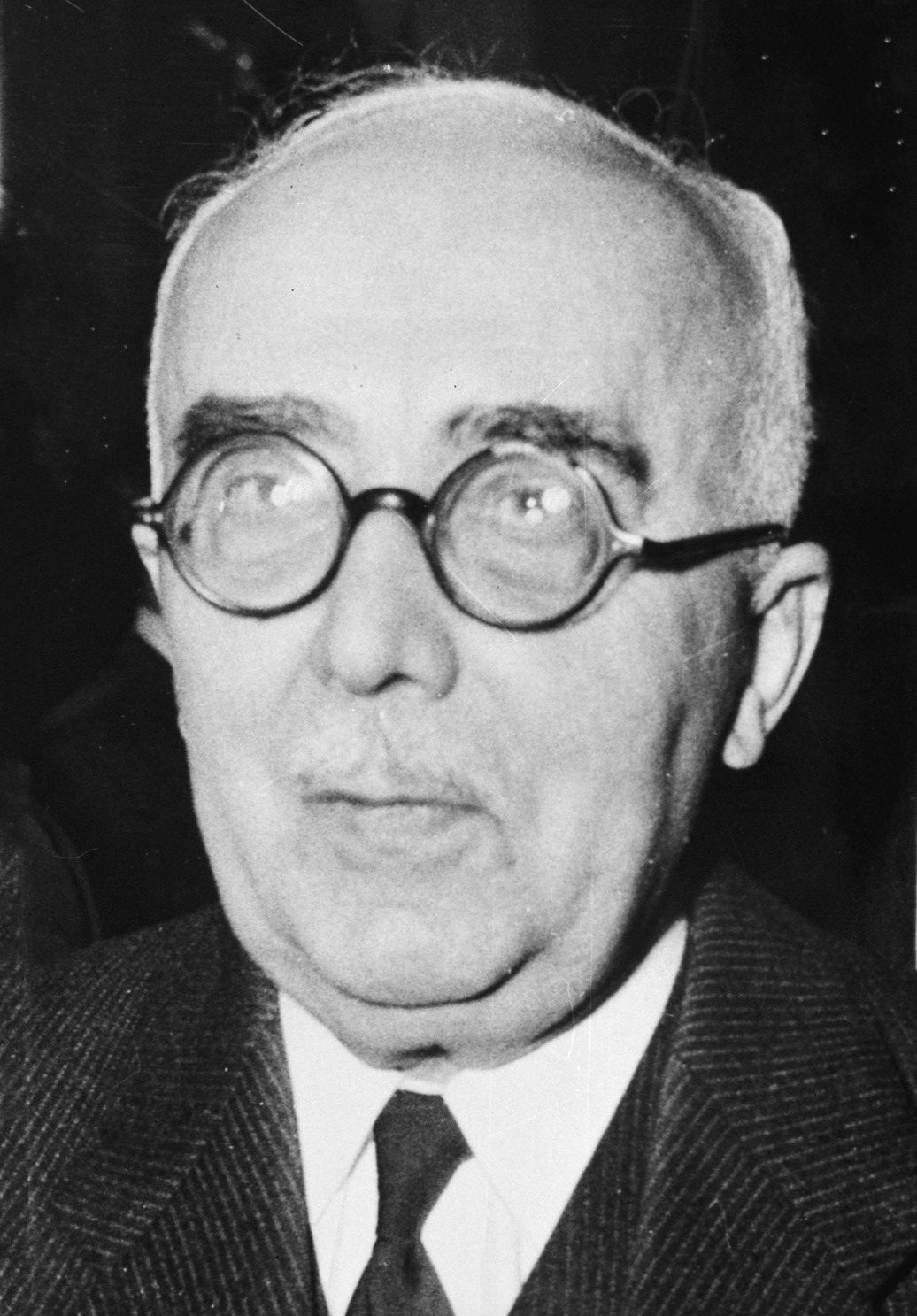
Édouard Belin

In 1907 vond hij een fototelegrafisch apparaat uit waarmee foto's over grote afstanden verzonden konden worden via de telefoon of de telegraaf. Het apparaat werd de Belinograaf genoemd. Door middel van een reflecterende lichtbundel werd het bericht of afbeelding door een foto-elektrische cel ingescand, die de variërende lichtintensiteit omzet in een elektrisch signaal, dat vervolgens via een elektrische lamp in de ontvanger overgebracht werd op fotopapier, waarop een kopie van het origineel verscheen. 
Een paar jaar later vond de eerste overdracht plaats van Parijs, via Lyon en Bordeaux terug naar Parijs.
Belins systeem werd zodanig verbeterd dat hij op 4 augustus 1921 een geschreven bericht via radiogolven draadloos kon versturen over de Atlantische Oceaan tussen zijn werkplaats in La Malmaison, Frankrijk en de Amerikaanse stad Annapolis. Zijn apparaat werd in de jaren 30 op grote schaal gebruikt door Europese mediaconcerns, zodanig dat de naam Belino synoniem werd voor alle soorten fototransmissie.
Belin was tevens voorzitter van de Société française de photographie.